# Martín Martínez Pascual
Martín Martínez Pascual (Valdealgorfa, 11 novembre 1910 – Valdealgorfa, 18 agosto 1936) è stato un presbitero spagnolo, fucilato dai miliziani poco dopo l'inizio della guerra civile spagnola. Fu beatificato nel 1995 e viene ricordato il 18 agosto.

## Biografía
Martín Martínez Pascual nacque a Valdealgorfa, nella provincia spagnola di Teruel e in diocesi di Saragozza, l’11 novembre 1910 da Martín Martínez Callao, carpentiere, e Francisca Pascual Amposta. Già da bambino dimostrò la sua propensione verso la religione. Malgrado questo, i genitori avrebbero voluto invece che facesse carriera nella Guardia Civil, ma, contrariamente alla volontà paterna, entrò nel Seminario Minore della diocesi di Saragozza a Belchite dove diventò sacerdote il 15 giugno 1935. Venne incaricato come educatore al Collegio San José de Murcia e come insegnante di latino presso il Seminario maggiore  di san Fulgenzio  di Murcia.

Allo scoppio della guerra civile, saputo che i miliziani della Repubblica avevano l'ordine di catturare e fucilare tutti i sacerdoti, si diede alla latitanza che terminò quando, saputo che il padre era stato messo in prigione in sua vece, si presentò volontariamente ai soldati dell'esercito repubblicano. Il 18 agosto del 1936, insieme ad altri sacerdoti, venne prelevato dalla sua prigione e fucilato presso il cimitero cittadino, sulla strada per Alcañiz.  I membri del plotone d’esecuzione posero i prigionieri di spalle, ma Martín preferì voltarsi. I soldati del plotone gli chiesero allora se aveva un ultimo desiderio ed egli rispose: 
 E dopo averli benedetti aggiunse: 